# Сапронов, Тимофей Владимирович
Тимофе́й Влади́мирович Сапро́нов (1887, д. Мостаушка, Ефремовский уезд, Тульская губерния, Российская империя — 28 сентября 1937, Москва) — российский революционер, большевик. Один из лидеров Левой оппозиции.

## Биография

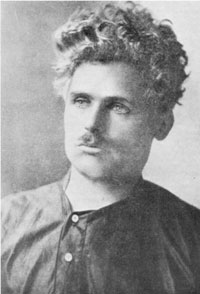
Тимофей Владимирович Сапронов, 1914 г.

### Революционная деятельность
По профессии — маляр. По национальности русский. В революционном движении с 1905 г. Самостоятельно организовывал среди рабочих партийные кружки, работал в профессиональном движении рабочих строителей, союз которых ему удалось организовать, несмотря на противодействие со стороны царской полиции. С 1912 года член РСДРП, большевик.

### После 1917 года
На первой конференции Московской окружной организации в 1917 году Сапронов вошёл в МК (Губком) РСДРП(б) и работал в нём в течение 3 лет. С октября 1917 г. по декабрь 1919 г. был председателем Мосгубисполкома, после чего был командирован в освобождённый от войск Деникина Харьков, в 1920 г. — председатель Харьковского губревкома и губисполкома. На Генуэзской конференции был членом российской делегации.
В 1922—1923 гг. — член ЦК РКП(б). С 1921 г. — заместитель председателя ВСНХ, член Президиума и секретарь ВЦИК (до 1924 г.), председатель Малого Совнаркома. В 1923—1924 гг. — председатель президиума и секретарь ВЦСПС. С 1925 г. работал членом коллегии Главконцесскома.

### В оппозиции
В 1920—1921 годах — один из лидеров легальной группы (фракции) «демократического централизма». Осенью-зимой 1923—1924 годов был одним из лидеров Левой оппозиции, выступал в партийной печати и на многочисленных собраниях, а также на XIII конференции РКП(б). И в дальнейшем разделял многие идеи Левой оппозиции, но отвергал её политику реформы ВКП(б) в пользу основания новой партии. В 1926 году вместе с В. М. Смирновым образовал собственную группу, исключённую из партии в декабре 1927 года на XV съезде. В 1928 году был сослан в Крымскую АССР.
Поскольку, как и все оппозиционеры, Сапронов был сослан по «контрреволюционной» 58-й статье УК, вместе с В. М. Смирновым он обратился в Президиум ЦИК СССР с письмом, в котором требовал отмены постановления: «В распоряжении ОГПУ нет и не может быть фактов о нашей антисоветской работе. Наша работа в последнее время состояла в защите внутри партии наших взглядов, изложенных в платформе 15-ти…» Однако дело их не было пересмотрено, а сроки наказания, как и всем не раскаявшимся оппозиционерам, ОГПУ постоянно продлевало.
В 1930-е годы Т. В. Сапронов определял сложившийся в СССР экономический уклад как «своеобразный уродливый госкапитализм». «Называть такое хозяйство социалистическим, — писал Сапронов в работе „Агония мелкобуржуазной диктатуры“, — значит делать преступление перед рабочим классом и дискредитировать идеи коммунизма».
В 1935 году вместе с женой Н. А. Майш и В. М. Смирновым был арестован по делу так называемой «контрреволюционной децистской организации Сапронова Т. В. и Смирнова В. М.» Написанную им в 1931 году «Агонию мелкобуржуазной диктатуры» органы НКВД квалифицировали как контрреволюционную по содержанию. Был осуждён на 5 лет лишения свободы; содержался в Верхнеуральской тюрьме особого назначения. Находясь в заключении, был вновь арестован 10 августа 1937 года. По сталинским расстрельным спискам приговорён Военной коллегией Верховного суда СССР 28 сентября 1937 г. к высшей мере наказания и в тот же день расстрелян. Реабилитирован 28 марта 1990 года ВК ВС СССР.